# NGC 5193A
NGC 5193A (другие обозначения — ESO 383-14, MCG -5-32-36, PGC 47568) — линзообразная галактика (S0) в созвездии Центавр.
Этот объект не входит в число перечисленных в оригинальной редакции «Нового общего каталога» и был добавлен позднее.